# Scheloribates camtschaticus
Scheloribates camtschaticus är en kvalsterart som beskrevs av Subbotina 1989. Scheloribates camtschaticus ingår i släktet Scheloribates och familjen Scheloribatidae. Inga underarter finns listade i Catalogue of Life.